# La signora di tutti
La signora di tutti è un film del 1934 diretto da Max Ophüls, tratto dall'omonimo romanzo di Salvator Gotta.

## Trama

Leonardo (Memo Benassi) e Gaby (Isa Miranda) nel film

Per l'affascinante Gabriella Murge, in arte Gaby Doriot, perdono la testa numerosi uomini: prima per lei si suicida un noto professore, poi sarà la volta dell'anziano Leonardo, del quale frequenta la casa perché interessata al figlio Roberto.
Una notte Leonardo conduce Gaby in giardino per confessarle il suo amore, ma questo non sfugge alla moglie di lui, ridotta su una sedia a rotelle, che nel tentativo di raggiungere il marito e la ragazza, precipita dalle scale e muore.
Una volta vedovo, Leonardo può sposare la giovane Gaby, ma in breve tempo dilapida tutti i suoi averi e anche somme non sue, per cui sarà condannato al carcere.
Quando esce, trova i muri tappezzati di manifesti con il ritratto di Gaby, che nel frattempo è diventata una diva del cinema.
Leonardo gira per la città colto da una crisi di disperazione, finché non viene investito da un'automobile e muore. La notizia ripresa dai giornali sconvolge la vita di Gaby, soprattutto quando incontra Roberto, il suo mancato amore, che nel frattempo ha felicemente sposato la sorella. L'attrice, non sopportando più gli eventi, andrà verso il suicidio, come una liberazione.

## Produzione
Unico film girato in lingua italiana dal regista Max Ophüls è prodotto dalla Novella Film dell'editore Angelo Rizzoli che con questa pellicola fa il suo debutto nella settima arte. Il marchio della nuova casa cinematografica riprende il nome del noto rotocalco femminile rilanciato da Rizzoli nel 1927.
La pellicola, girata negli stabilimenti della Cines di via Veio a Roma, risulta oggi di grande interesse, per la qualità che si stacca nettamente dalla produzione media italiana degli anni '30, ma anche per l'operazione produttiva, basata sull'intuizione di Rizzoli delle possibilità di una strategia multimediale nel campo dell'editoria.
Dopo tre film con piccolissime parti, questa produzione segna il debutto da protagonista di Isa Miranda, che grazie a questa pellicola divenne una stella di prima grandezza del cinema italiano dell'epoca.
Presentato alla 2ª Mostra internazionale d'arte cinematografica di Venezia vince la Coppa del Ministero delle Corporazioni assegnata per la qualità tecnica.
Grande successo ottenne la canzone La signora di tutti interpretata da Nelly Corradi.

## Riconoscimenti
- 1934 - Mostra internazionale d'arte cinematografica
  - Coppa del Ministero delle corporazioni